# Seegan Mabesoone
Seegan Mabesoone (マブソン青眼) est le nom de plume de Laurent Mabesoone. Mabesoone est un poète de haïku, romancier, essayiste, traducteur et comparatiste (notamment spécialiste de Kobayashi Issa) français s’exprimant principalement en langue japonaise, né en 1968.

## Biographie
À l'âge de 17 ans, Mabesoone passe une année dans un lycée japonais, dans le cadre d'un programme d'échanges . C’est là, dans la bibliothèque de ce lycée, qu’il découvre un recueil de Matsuo Bashō et qu'il décide de devenir "poète de haïku" (dès l'âge de 10 ans, il pensait déjà devenir poète). À son retour en France, il approfondit sa connaissance de la langue japonaise et obtient un DEA en littérature japonaise (Université Paris VII). Il retourne ensuite au Japon, où il obtient un doctorat en littérature comparée (Université Waseda) puis enseigne la littérature comparée à l’Université Jūmonji de Tokyo et à l'Université Shinshū.
Mabesoone vit au Japon à Nagano (le pays du poète de haïku Kobayashi Issa) depuis 1996. Pour les Jeux Olympiques de Nagano en 1998, il a dirigé, au sein de la préfecture de Nagano, l'opération « Un haïku pour les Jeux Olympiques » (programme culturel officiel du comité olympique). Depuis 1998, il est membre du groupe de haïku Kaitei fondé par Tōta Kaneko. Il a fondé en 2004 le groupe Seegan Kukaï. Selon le quotiden japonais Yomiuri Shinbun, Mabesoone serait le premier poète de haïku d'origine étrangère vivant de sa plume au Japon .
En novembre 2006, lors de son intervention au deuxième Festival de Haïku Francophone à Paris, Mabesoone a présenté pour la première fois en France le mode de fonctionnement des kukaï（句会） japonais ("ateliers de haïkus") et fut ainsi à l'origine de la création de nombreux groupes de kukaï dans le monde francophone à partir de 2007 (Paris, Lyon, Bruxelles, Montréal, etc).
Il est l'initiateur (avec Tōta Kaneko) et le secrétaire de l'Association pour l'érection du Monument à la mémoire des poètes de haïku pacifistes persécutés pendant la Seconde Guerre mondiale, qui fut inauguré le 25 février 2018, dans l'enceinte du Mémorial Mugonkan (ja) à Ueda. Il est aussi directeur du Mémorial aux poètes de haïku persécutés adjacent à ce monument.
À partir de 2019, Mabesoone devient juré du Concours annuel de Haïku organisé par le quotidien japonais Mainichi Shimbun, responsable de la section internationale.
De juillet 2019 à juin 2020, Mabesoone est en résidence à Hiva-Oa (île de l'Archipel des Marquises rendue célèbre par Paul Gauguin et Jacques Brel). Il y compose le recueil trilingue (japonais / marquisien / français) Haïkus aux Marquises et y écrit le roman L'île-sirène (version originale en japonais puis version auto-traduite en français). En novembre 2021, en tant qu'auteur invité au 21e Salon du Livre de Tahiti, il est l'initiateur et le président de jury du premier concours de haïku organisé en Polynésie française (en français et en langues polynésiennes),.
En mars 2023, Mabesoone est invité par le Musée de la Littérature de Hokkaido (ja) pour une série de conférences au cours desquelles il propose de composer des haïkus dans la langue presque éteinte du peuple autochtone de Hokkaido, le Aïnou (langue du Japon) ,, puis il publie en juin 2023, dans son huitième recueil de haïkus 妖精女王マブの洞窟 Queen Mab's Cave , les premiers haïkus composés en langue aïnou, selon une métrique nouvelle, de 5/7/3 syllabes, encore plus courte que celle du haïku japonais traditionnel (de 5/7/5 syllabes). Il reçoit pour ce recueil le 79e Prix de l'Association du haïku moderne (ja) 2024 (Gendai haiku kyōkai shō) , un des prix littéraires les plus prestigieux au Japon (une première pour un non-japonais) ,,,,.
À partir du recueil suivant, Jōmon Taiga, consacré à la culture préhistorique animiste japonaise Jōmon, Mabesoone utilise cette métrique de 5/7/3 pour tous ses haïkus en japonais  (無垢句, mukuku  ̶  “haïku brut” ou “haïku animiste”), ,.
Dans son dixième recueil intitulé Dreamtime (ドリームタイム, ou “Le Temps du Rêve”, 2025), il publie une série de cinquante “haïkus quantiques” (toujours des "mukukus" selon la métrique 5/7/3, mais avec une seule "image élémentaire"), faisant un parallèle entre le monde de l'infiniment petit des particules élémentaires et celui du “Temps du Rêve” (Dreamtime, Jukurrpa) dans la culture aborigène d'Australie. Dans l'avant-propos de ce recueil, il décrit le but de ces “haïkus quantiques” comme suit : "C’est ce monde primordial que l’homme, à travers la poésie, devrait essayer de louer sans cesse. Un monde débarrassé de notre égoïsme. Faudrait-il devenir le regard de Gaïa sur elle-même ? Alors seulement, dans cette vision détachée de lui-même, l’humain pourrait enfin vivre en harmonie avec le non-humain.". Ce recueil est publié simmultanément dans deux versions, à Tokyo (Editions Hon'ami shoten) et à Paris (Pippa Editions),

## Ses travaux
En japonais, il a publié, entre autres, dix recueils de haïkus (dont Yōsei joō Mab no dōkutsu, Prix de l'Association du haïku moderne (ja) 2024) , Sora aosugite, Prix Setsuryōsha (Sō Sakon) (ja) 2003), un ouvrage de recherche en poétique comparée du haïkaï (Shi toshite no haikai Haikai toshite no shi - Issa, kurōderu, kokusai haiku, Nagata Shobō, 2005 - "Poétique comparée du haïkaï - Issa, Claudel et l'internationalisation du haїku", thèse de doctorat ,), un recueil de haïbun (Issa to wain, Kadokawa Shoten, 2006), une biographie de Kobayashi Issa « sous l’angle de l’écologie »(Edo no ekorojisuto Issa, Kadokawa Shoten, 2010) ainsi que plusieurs romans.
Jusqu'en 2018, Mabesoone respectait la forme traditionnelle des haïkus (entre autres la graphie ancienne Rekishiteki kanazukai 歴史的仮名遣い), ce qui était relativement rare pour son époque, mais, depuis la disparition de son maître de haïku Tōta Kaneko en février 2018 (et à l'instar de celui-ci), il s'est libéré de cette contrainte graphique, et a aussi pris ses distances  avec la contrainte du « mot de saison » kigo (notamment depuis son séjour aux Marquises - cf. "Haïkus aux Marquises", Pippa, 2019). Mabesoone n'ayant jamais considéré le kigo comme l'élément fondamental dans un haïku, il privilégie avant tout, en accord avec les classiques japonais (Bashō et Issa), le rôle central du « lien non-logique » (toriawase 取り合わせ) ou « lien par le vide » (yojō zuke 余情/ natsukashisa 懐かしさ) qui « lie et sépare en même temps » les images à l'intérieur d'un haïku,. Mabesoone considère que les haïkus avec une seule image (= procédé dit du ichibutsu jitate, qu'il pratique  notamment dans ses “haïkus quantiques”)  utilisent aussi ce “lien par le vide”, puisqu'ils reposent sur une “superposition de deux signifiants distincts au sein d'une même image” (procédé comparable à la superposition d'états en physique quantique).
Il est un promoteur (en japonais comme en français) du genre “roman-haïbun” (roman comportant des haïkus reliés plus ou moins directement à la prose - Cf  “Normandie, été 76” et "Ulysse Pacifique" plus bas ).

## Ouvrages en langue française

### Auteur
- Issa redécouvert : essai de poétique comparée, Association française de haïku, 2007 - Texte de la conférence prononcée à Paris au deuxième Festival francophone de Haïku, sur Kobayashi Issa
- Haïkus aux Marquises (Haiku i te Fenua Ènata) 『マルキーズ諸島百景』, édition trilingue japonais/français/marquisien du sud, Pippa Éditions, 2019  (ISBN 978-2-37679-037-2)[36],[37],[38]
- L'île-sirène (roman), Éditions Haere Pō (Tahiti), 2021  (ISBN 9791090158450)[39],[40],[41],[42],[43]
- Normandie, été 76 (roman-haïbun), Pippa Éditions (Paris), 2021  (ISBN 9782376790532)[44],[45]
- Ulysse Pacifique (roman-haïbun), AFAH, 2022,Lire le texte intégral sur le site de l'Association Francophone des Auteurs de Haïbun[46],[47].
- Le Temps du Rêve, haïkus-mukukus  （『ドリームタイム』フランス版）, édition bilingue français/japonais, Pippa Éditions, 2025  (ISBN 978-2-37679-097-6)

### Coordinateur et traducteur
- Après Fukushima (recueil collectif bilingue de haïkus sur la catastrophe de Fukushima), préface, direction et traduction, éditions Golias, 2012  (ISBN 978-235472-147-3)[4] ,[48]
- Kobayashi Issa, Journal des derniers jours de mon père - Chichi no shuen nikki, traduction du haibun de Kobayashi Issa, Pippa Éditions, 2014[49]
- Kobayashi Issa, Haïkus satiriques 『反骨の俳人一茶』, traduction et commentaire, édition bilingue français/japonais, Pippa Éditions, 2015[50],[51].
- Trente haïjins contre le nucléaire (recueil franco-japonais collectif), préface, direction et traduction, édition bilingue français/japonais, Pippa Éditions, 2015[52]
- Kobayashi Issa, Haïkus sur les chats 『一茶と猫』, traduction et commentaire, édition bilingue français/japonais, Pippa Éditions, 2016[53]
- Haïkus de la résistance japonaise (1929-1945) 『日本レジスタンス俳句撰 』, traduction et commentaire, édition bilingue français/japonais, Pippa Éditions, 2016[54]
- Tōta Kaneko, Cet été-là, j’étais soldat... - Mémoires de guerre d’un maître de haïku, suivi d’une sélection de quarante haïkus récents, traduction, notes et préface, Pippa Éditions, 2018[55],[56]
- Genji Hosoya (ja) , Criminel pour quelques haïkus... - Mémoires de prison d’un haïjin pacifiste (1941-1945) 細谷源二『俳句事件』, traduction, notes, présentation et transcription du texte original en japonais, édition totalement bilingue français/japonais, Pippa Éditions, 2022[57],[58],[59],[60],[61],[62]
- Kobayashi Issa, Haïkus sur les chiens 『一茶と犬』, traduction et commentaire, édition bilingue français/japonais, choix d'estampes japonaises anciennes, Pippa Éditions, 2024[63],[64]

### Beaux-livres
- Un chat au Japon – Haïkus de Kobayashi Issa,

préface, traduction, notes, édition bilingue français/japonais, choix d'illustrations d'artistes japonais,『日本の猫』, (Éditions de la Martinière, Paris, 2023) ,  (ISBN 979-1-04011-405-5), Lire la préface en ligne : Issa, ce maître de haïku qui devint un homme libre en regardant ses chats.
- Un jardin au Japon – Haïkus de Kobayashi Issa,

préface, traduction, notes, édition bilingue français/japonais, choix d'illustrations d'artistes japonais,『一茶の庭』, (Éditions de la Martinière, Paris, 2024) ,  (ISBN 979-1-04011-921-0),, Lire la préface en ligne : Le jardin d'Issa, un havre de paix poétique et animiste.
- Une femme au Japon – Haïkus de Kobayashi Issa,

préface, traduction, notes, édition bilingue français/japonais, choix d'illustrations d'artistes japonais,『一茶と女性』, (Éditions de la Martinière, Paris, 2025) ,  (ISBN 979-1-04012-158-9),, Lire la préface en ligne : Issa, un maître de haïku féministe avant la lettre.